# René Houseman
René Orlando Houseman (La Banda, Santiago del Estero, 19 de julio de 1953-Buenos Aires, 22 de marzo de 2018) fue un futbolista argentino que jugaba como extremo derecho. Fue internacional con la selección argentina, con la cual ganó la Copa Mundial de la FIFA 1978.
Fue jugador de Excursionistas, Huracán, River Plate, Colo-Colo e Independiente. Además fue convocado para la selección de su país, en la que jugó cincuenta y cinco partidos y participó de dos mundiales. Finalmente volvió a Excursionistas para terminar su carrera futbolística. Durante la misma usó la camiseta número siete y número nueve y convirtió varios goles, a veces hasta tres en un mismo encuentro.
La mayor parte de su infancia transcurrió en el Bajo Belgrano, un barrio de la ciudad de Buenos Aires, donde su familia se radicó en una zona de bajos recursos; allí realizó su educación primaria y formó su propia familia. 
En su vida debió afrontar una adicción al alcohol, que le trajo algunos inconvenientes, sin impedirle nunca la práctica deportiva. Finalmente lo afectó un cáncer de lengua, que fue la causa de su fallecimiento.
La Legislatura de la Ciudad Autónoma de Buenos Aires lo declaró Personaje Ilustre en el año 2016 y tras su fallecimiento fue homenajeado en un partido de fútbol del campeonato oficial argentino.

## Vida personal

### Familia y juventud
René Orlando Houseman nació en la ciudad de La Banda, Santiago del Estero el 19 de julio de 1953, y dos años después junto a sus padres y sus dos hermanos, se trasladó a Buenos Aires, donde se instalaron en un sector de bajos recursos, en el barrio del Bajo Belgrano. Allí se dedicó a estudiar y a practicar fútbol. Su educación primaria la finalizó en el colegio Mariscal Sucre, después de pasar por otros establecimientos educativos. Conoció a quien fue su esposa, Olga, con la que tuvo dos hijos, Diego y Jessica.  En noviembre de 1973, empezaron a convivir en el departamento que el club Huracán, al que había llegado a principios de año, les alquiló en Parque Patricios en un intento por alejarlo de la villa, para evitar que tomara contacto con los códigos y vicios propios de esas urbanizaciones, como el alcohol y otros, aunque regresaban a su barrio de origen con frecuencia. Fue así que, a pesar de que parecía adaptarse a su nueva vivienda, no logró hacerlo y regresó a su lugar original, para convivir con su gente.
Su primera experiencia laboral fue en una carnicería cercana a su casa, llamada El Triunfo, perteneciente a una persona simpatizante de Huracán; posteriormente lo contrataron en una verdulería. Una vez finalizada su jornada de trabajo se iba a jugar al fútbol con un equipo denominado «Los Intocables», en una cancha ubicada en una esquina de la zona. Allí recibió el apodo de Villero, que él nunca rechazó y estaba orgulloso de serlo.
Durante su vida tuvo adicción al alcohol, comenzó con pequeñas cantidades hasta consumir la botella entera. En una oportunidad disputó un partido en estado de ebriedad, había abandonado la concentración de su equipo para ir al cumpleaños de su hijo y regresó al día siguiente completamente ebrio, condición que no le impidió disputar el encuentro por decisión del director técnico, a pesar de la oposición de otros dirigentes.

### Fallecimiento
René Orlando Houseman falleció el 22 de marzo de 2018 a los 64 años tras luchar contra un cáncer de lengua que le fue diagnosticado en el año 2017. Hacía más de veinte días que estaba internado con un cuadro complicado de salud en el Sanatorio Finochietto El velorio se realizó en el salón de entrada del estadio de Huracán y sus restos fueron sepultados en el cementerio de la Chacarita, después de pasar por la cancha de Excursionistas, donde lo esperaban hinchas y antiguos compañeros para homenajearlo.

### Homenajes en vida y póstumos
En vida fue declarado Personalidad Ilustre de la Ciudad de Buenos Aires por la Legislatura porteña, en una ceremonia en la que participaron 200 personas, realizada el día 8 de octubre de 2016. Fue una iniciativa de los diputados Claudio Heredia, Claudio Niño y Daniel Presti. aprobada el 28 de abril de 2016 bajo la ley 5521 y promulgada por el decreto 318/016 el 24 de mayo de ese mismo año.
En 2010, el canal de deportes TyC Sports realizó un video institucional en forma de dibujos animados, que lo tuvo como protagonista absoluto. El micro llevó el título de «La loca historia del Hombre Casa», presentándolo como un superhéroe de historieta, en un juego lingüístico con la traducción literal del idioma inglés de su apellido.
Días después de su deceso los jugadores de Huracán le realizaron un singular homenaje suspendiendo temporalmente el partido ante Banfield a los 7 minutos (el número que usaba) de juego. En la oportunidad todo el equipo salió a la cancha con la camiseta número 7 y en el momento de detener el partido se bajaron las medias imitando el estilo de Houseman, ante el aplauso de los jugadores rivales, que se unieron al reconocimiento. En el estadio estaba presente la familia del jugador fallecido.
A partir del año de su deceso, Excursionistas, el club donde realizó las inferiores y se formó como jugador, celebra el Día del Hincha de esa institución el 19 de julio, día de su nacimiento.

## Trayectoria

### Clubes

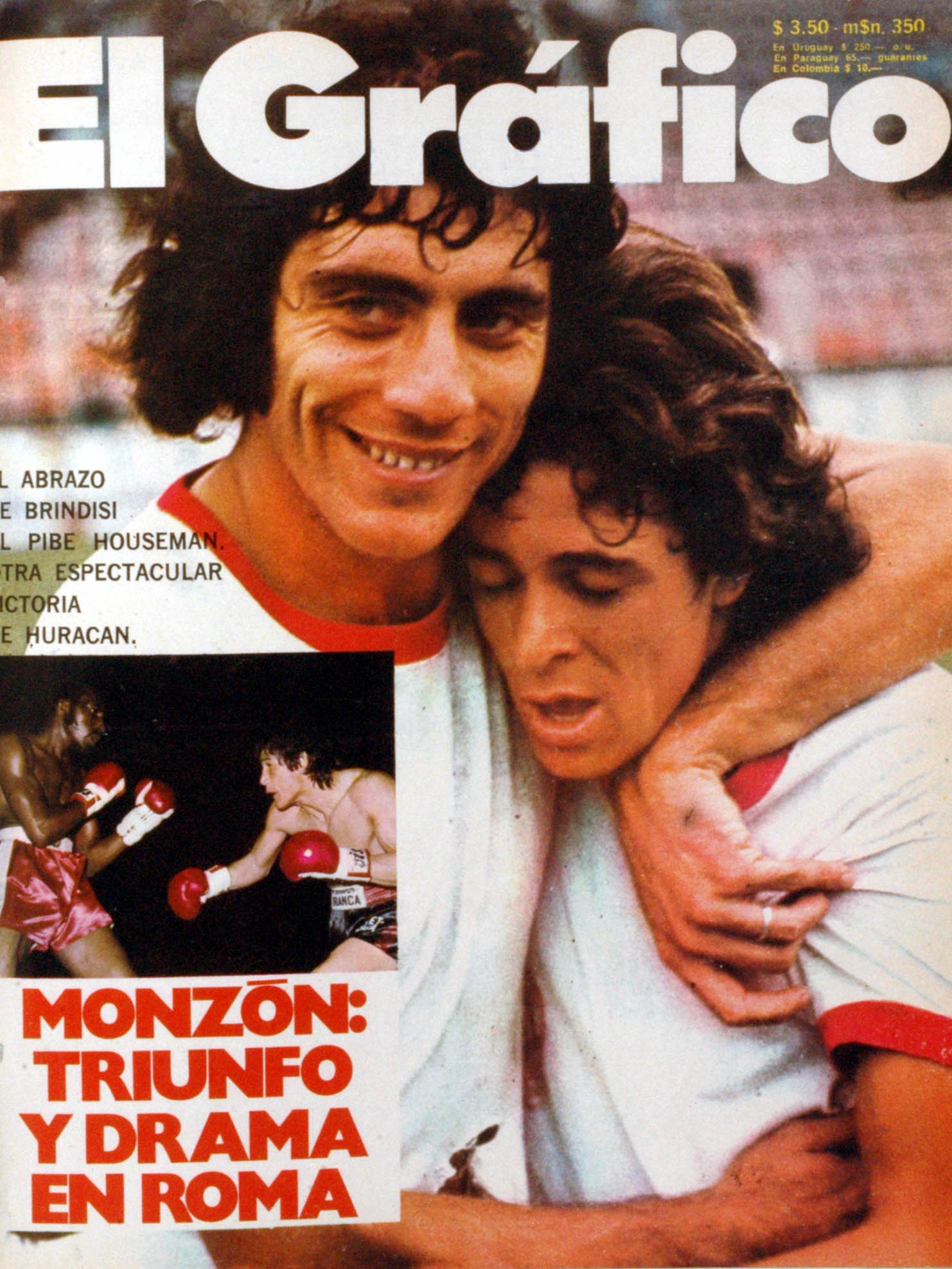
Miguel Brindisi y Houseman en Huracán en 1973.

Se formó en las divisiones juveniles del club Excursionistas, del cual era hincha, pero por falta de oportunidades debutó, en 1971, en su clásico rival, Defensores de Belgrano, en la Primera C, por entonces la tercera división del fútbol argentino, Ese equipo salió campeón al año siguiente. A comienzos de 1973 y gracias a César Luis Menotti, fue contratado para jugar en la Primera División por el Club Atlético Huracán. En este equipo obtuvo el Campeonato Metropolitano de 1973. También obtuvo el subcampeonato en 1975 y 1976 y llegó a la semifinal de la Copa Libertadores 1974.
En 1981 pasó a River Plate. Posteriormente tuvo la oportunidad de jugar en el extranjero, en el Colo-Colo de Chile, donde fue campeón de la Copa Chile en la temporada de 1982. Luego tuvo negociaciones en Australia, pero el pase no se concretó, y recaló en el AmaZulu, de Sudáfrica, para regresar a su país a jugar nuevamente en Huracán, y en Independiente. Tras un breve paso por este último club, se retiró en 1985, jugando un único partido para Excursionistas.

### Tras el retiro
Una vez finalizada su carrera futbolística siguió teniendo problemas con el alcohol, lo que afectó su salud, pero continuó en actividad esta vez como actor ocasional. Una vez falló por llegar tarde a un set de grabación: había sido elegido para hacer el papel del dueño de un buffet en la serie R.R.D.T., que protagonizó Carlos Calvo; pero tuvo una segunda oportunidad en una publicidad de una empresa de televisión satelital junto a otros futbolistas.
Asimismo, siguió siendo una presencia significativa en la vida social y deportiva de los dos clubes más importantes de su carrera, Excursionistas y Huracán, lo que se vio manifestado en las expresiones recibidas tras su muerte.

### Selección nacional

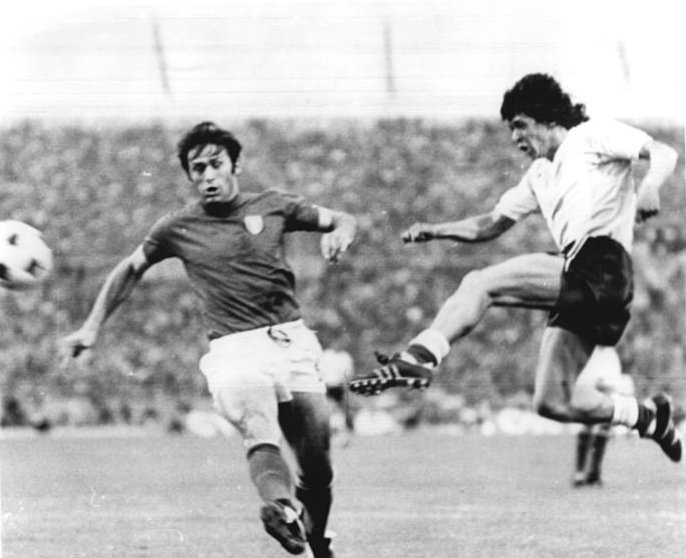
Houseman en el Mundial de Alemania 1974, en el momento de rematar al gol en el 1 a 1 contra Italia.

Integró la Selección argentina desde 1973 hasta 1979, jugó un total de 55 partidos y anotó 13 goles.  En su primera convocatoria en 1973 fue desafectado por el entrenador Sivori por retirarse sin previo aviso del predio donde se concentraba el equipo, saltó desde su habitación en el primer piso y se fue en un taxi a la Villa de Bajo Belgrano argumentando no soportar más el encierro.
Participó de las copas mundiales de 1974 y 1978. En el primero logró demostrar su habilidad llegando a cuartos de final, torneo en el que marcó tres goles (ante Italia y Haití en primera ronda y Alemania Democrática en segunda ronda) en cuatro partidos que jugó como titular usando la camiseta número 11. El gol que anotó en el partido que Argentina empató 1 a 1 ante Italia en el mundial de 1974, es recordado por la calidad de su definición. Pero en el segundo terminó perdiendo la titularidad en el equipo por sus bajas actuaciones, jugó 3 partidos como titular y marcó un solo gol, el quinto de la goleada 6 a 0 a Perú que clasificó al equipo nacional a la final. Usó la camiseta número 9. Al año siguiente, 1979, Menotti no lo tuvo más en cuenta para el seleccionado nacional de su país.
| Mundial                      | Sede      | Resultado     | Partidos | Goles |
| ---------------------------- | --------- | ------------- | -------- | ----- |
| Copa Mundial de la FIFA 1974 | Alemania  | Segunda ronda | 6        | 3     |
| Copa Mundial de la FIFA 1978 | Argentina | Campeón       | 6        | 1     |

Su último partido fue en un amistoso contra el Resto del Mundo donde fueron derrotados 2-1.

#### Memorias del Mundial 78
La Copa Mundial de la FIFA 1978, realizada en Argentina, se desarrolló en un clima social y político muy particular, al mismo tiempo que la dictadura genocida a cargo del gobierno de facto violaba sistemáticamente los derechos humanos de un amplio sector de la población, con la excusa de combatir a los grupos revolucionarios. Los hechos eran desconocidos por la mayoría, incluidos los jugadores que integraban el plantel del seleccionado argentino, los que, tiempo después, fueron cuestionados por el papel que habían cumplido en aquel momento.
Al respecto, en la previa del viaje que realizó a la Copa Mundial de la FIFA Brasil 2014, René recordó con tristeza aquella participación que lo consagró como campeón:

Si hubiera sabido lo que ocurría en el 78, habría renunciado a la Selección.
René Houseman.

En ese sentido, también habló del saludo que les dio a los integrantes del Seleccionado el dictador Jorge Rafael Videla, cuando visitó el vestuario después de superar 6 a 0 a Perú:

Ni había escuchado rumores. Desde que lo supe, sentí mucho asco por darle la mano a Videla. Preferiría cortármela, ahora mismo.
René Houseman.

## Estadísticas

### Goles logrados
| Competición           | Partidos | Goles | Promedio |
| --------------------- | -------- | ----- | -------- |
| Torneos locales       | 363      | 126   | 0,35     |
| Copas internacionales | 16       | 1     | 0,06     |
| Selección argentina   | 51       | 13    | 0,25     |
| Total                 | 430      | 140   | 0,32     |

 Datos actualizados al fin de la carrera deportiva.
| Defensores de Belgrano Argentina |                       |               |     |     |    |    |    |    |     |      |      |
| 2.ª | 1971                  | 8             | 1   | -   | -  | -  | -  | 8  | 1   | 0,12 |      |
| 3.ª | 1972                  | 30            | 15  | -   | -  | -  | -  | 30 | 15  | 0,50 |      |
| Total club | Total club            | 38            | 16  | 0   | 0  | 0  | 0  | 38 | 16  | 0,42 |      |
| Huracán Argentina |                       |               |     |     |    |    |    |    |     |      |      |
| 1.ª | M-1973                | 27            | 10  | -   | -  | -  | -  | 27 | 10  | 0,37 |      |
| 1.ª | N-1973                | 14            | 3   | -   | -  | -  | -  | 14 | 3   | 0,21 |      |
| 1.ª | M-1974                | 8             | 2   | -   | -  | 11 | 1  | 19 | 3   | 0,15 |      |
| 1.ª | N-1974                | 12            | 4   | -   | -  | -  | -  | 12 | 4   | 0,33 |      |
| 1.ª | M-1975                | 35            | 13  | -   | -  | -  | -  | 35 | 13  | 0,37 |      |
| 1.ª | N-1975                | 15            | 9   | -   | -  | -  | -  | 15 | 9   | 0,60 |      |
| 1.ª | M-1976                | 19            | 7   | -   | -  | -  | -  | 19 | 7   | 0,36 |      |
| 1.ª | N-1976                | 19            | 8   | -   | -  | -  | -  | 19 | 8   | 0,42 |      |
| 1.ª | M-1977                | 35            | 18  | -   | -  | -  | -  | 35 | 18  | 0,51 |      |
| 1.ª | N-1977                | 10            | 10  | -   | -  | -  | -  | 10 | 10  | 1,00 |      |
| 1.ª | M-1978                | 16            | 9   | -   | -  | -  | -  | 16 | 9   | 0,56 |      |
| 1.ª | N-1978                | 9             | 6   | -   | -  | -  | -  | 9  | 6   | 0,67 |      |
| 1.ª | M-1979                | 8             | 4   | -   | -  | -  | -  | 8  | 4   | 0,50 |      |
| 1.ª | N-1979                | 5             | 1   | -   | -  | -  | -  | 5  | 1   | 0,20 |      |
| 1.ª | M-1980                | 10            | 3   | -   | -  | -  | -  | 10 | 3   | 0,30 |      |
| 1.ª | N-1980                | 9             | 2   | -   | -  | -  | -  | 9  | 2   | 0,22 |      |
| 1.ª | N-1981                | 11            | 1   | -   | -  | -  | -  | 11 | 1   | 0,09 |      |
| 1.ª | River Plate Argentina | M-1981        | 12  | 1   | -  | -  | 3  | 0  | 15  | 1    | 0,06 |
| Total club | Total club            | 12            | 1   | 0   | 0  | 3  | 0  | 15 | 1   | 0,06 |      |
| Colo-Colo · Chile | 1.ª                   | 1982          | 18  | 3   | 13 | 3  | 1  | 0  | 32  | 6    | 0,18 |
| Colo-Colo · Chile | Total club            | Total club    | 18  | 3   | 13 | 3  | 1  | 0  | 32  | 6    | 0,18 |
| AmaZulu Sudáfrica | 1.ª                   | 1983          | 12  | 7   | -  | -  | -  | -  | 12  | 7    | 0,58 |
| AmaZulu Sudáfrica | Total club            | Total club    | 12  | 7   | 0  | 0  | 0  | 0  | 12  | 7    | 0,58 |
| Huracán Argentina | 1.ª                   | N-1983        | 5   | 0   | -  | -  | -  | -  | 5   | 0    | 0,00 |
| Huracán Argentina | Total club            | Total club    | 267 | 110 | 0  | 0  | 11 | 1  | 278 | 111  | 0,39 |
| Independiente Argentina |                       |               |     |     |    |    |    |    |     |      |      |
| 1.ª | N-1984                | 2             | 1   | -   | -  | 1  | 0  | 3  | 1   | 0,33 |      |
| Total club | Total club            | 2             | 1   | 0   | 0  | 1  | 0  | 3  | 1   | 0,33 |      |
| Excursionistas Argentina |                       |               |     |     |    |    |    |    |     |      |      |
| 3.ª | 1985                  | 1             | 0   | -   | -  | -  | -  | 1  | 0   | 0,00 |      |
| Total club | Total club            | 1             | 0   | 0   | 0  | 0  | 0  | 1  | 0   | 0,00 |      |
| Total carrera | Total carrera         | Total carrera | 350 | 123 | 13 | 3  | 16 | 1  | 379 | 127  | 0,33 |
| (1) Incluye datos de la Copa Chile (1982). (2) Incluye datos de la Copa Libertadores (1974, 1981, 1982, 1984). (3) No incluye goles en partidos amistosos. |                       |               |     |     |    |    |    |    |     |      |      |

### Anotaciones destacadas
| 1 | 2 de noviembre de 1975   | Tomás Adolfo Ducó | Huracán-San Martín (T)    |  | 5 - 0 | Nacional 1975      |
| 2 | 18 de abril de 1976      | Tomás Adolfo Ducó | Huracán-All Boys          |  | 5 - 0 | Metropolitano 1976 |
| 3 | 5 de octubre de 1977     | Tomás Adolfo Ducó | Huracán-Temperley         |  | 5 - 3 | Metropolitano 1977 |
| 4 | 10 de septiembre de 1978 | Chacarita Juniors | Estudiantes (BA)-Huracán  |  | 0 - 5 | Metropolitano 1978 |
| 5 | 8 de noviembre de 1978   | Chacarita Juniors | Chacarita Juniors-Huracán |  | 2 - 3 | Nacional 1978      |

### Selección nacional
| Selección | Año   | Amistoso | Amistoso | Copa del Mundo | Copa del Mundo | Total | Total |
| Selección | Año   | PJ       | G        | PJ             | G              | PJ    | G     |
| --------- | ----- | -------- | -------- | -------------- | -------------- | ----- | ----- |
| Argentina | 1973  | 1        | 0        | -              | -              | 1     | 0     |
| Argentina | 1974  | 5        | 1        | 6              | 3              | 11    | 4     |
| Argentina | 1975  | 1        | 0        | -              | -              | 1     | 0     |
| Argentina | 1976  | 13       | 3        | -              | -              | 13    | 3     |
| Argentina | 1977  | 7        | 1        | -              | -              | 7     | 1     |
| Argentina | 1978  | 7        | 3        | 6              | 1              | 13    | 4     |
| Argentina | 1979  | 5        | 1        | -              | -              | 5     | 1     |
| Total     | Total | 39       | 9        | 12             | 4              | 51    | 13    |

### Resumen estadístico
| Competición            | Encuentros | Goles | Promedio |
| ---------------------- | ---------- | ----- | -------- |
| Primera División       | 311        | 122   | 0,39     |
| Segunda División       | 8          | 1     | 0,12     |
| Tercera División       | 31         | 15    | 0,48     |
| Copas nacionales       | 13         | 3     | 0,23     |
| Copas internacionales  | 16         | 1     | 0,06     |
| Selección de Argentina | 51         | 13    | 0,25     |
| Total                  | 430        | 155   | 0,36     |

## Palmarés

#### Campeonatos nacionales
| Título           | Club                   | País      | Año    |
| ---------------- | ---------------------- | --------- | ------ |
| Primera C        | Defensores de Belgrano | Argentina | 1972   |
| Primera División | Huracán                | Argentina | M-1973 |
| Copa Chile       | Colo-Colo              | Chile     | 1982   |

### Torneos internacionales
| Título                  | Equipo              | Sede final   | Año  |
| ----------------------- | ------------------- | ------------ | ---- |
| Copa Mundial de la FIFA | Selección argentina | Buenos Aires | 1978 |
| Copa Libertadores       | Independiente       | Avellaneda   | 1984 |